# NAeL Minas Gerais (A-11)

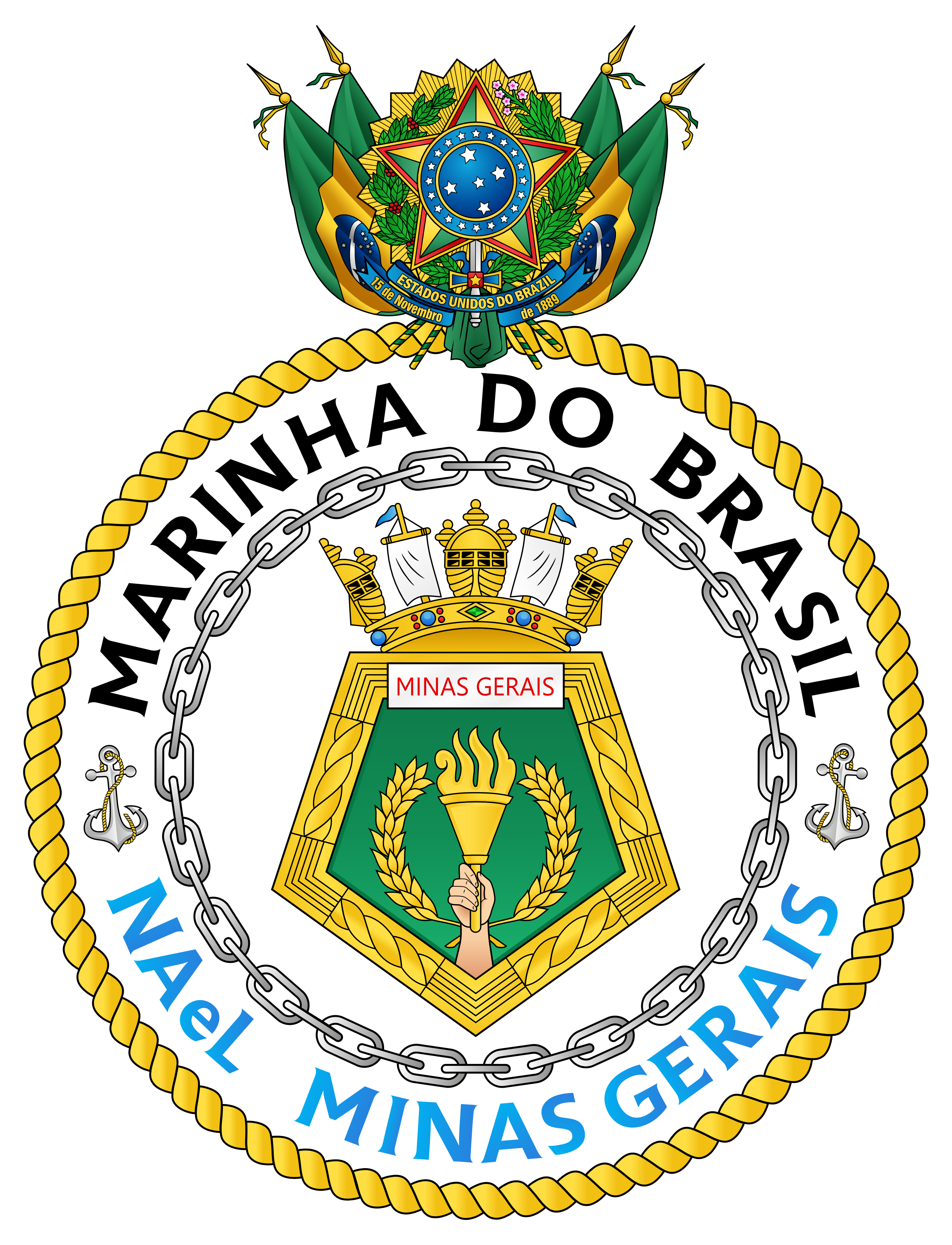

El NAeL Minas Gerais (A-11) fue un portaviones ligero clase Colossus de la Marina de Brasil (1960-2001). Sirvió anteriormente como HMS Vengeance (R71) en la Marina Real Británica (1945-1952) y luego en la Armada Real Australiana como HMAS Vengeance (R71) (1952-1955) antes de ser vendido a la Marina de Brasil en 1956; fue desguazado en 2004.

## Construcción y características
Se puso su quilla el 16 de noviembre de 1942 y fue botado el 23 de febrero de 1944. Fue comisionado con la Marina Real británica el 15 de enero de 1945 bajo el nombre de HMS Vengeance (R71). Tenía un desplazamiento estándar de 15 890 t con una eslora de 211,8 m, una manga de 24,4 m y un calado de 7,5 m.

## Servicio

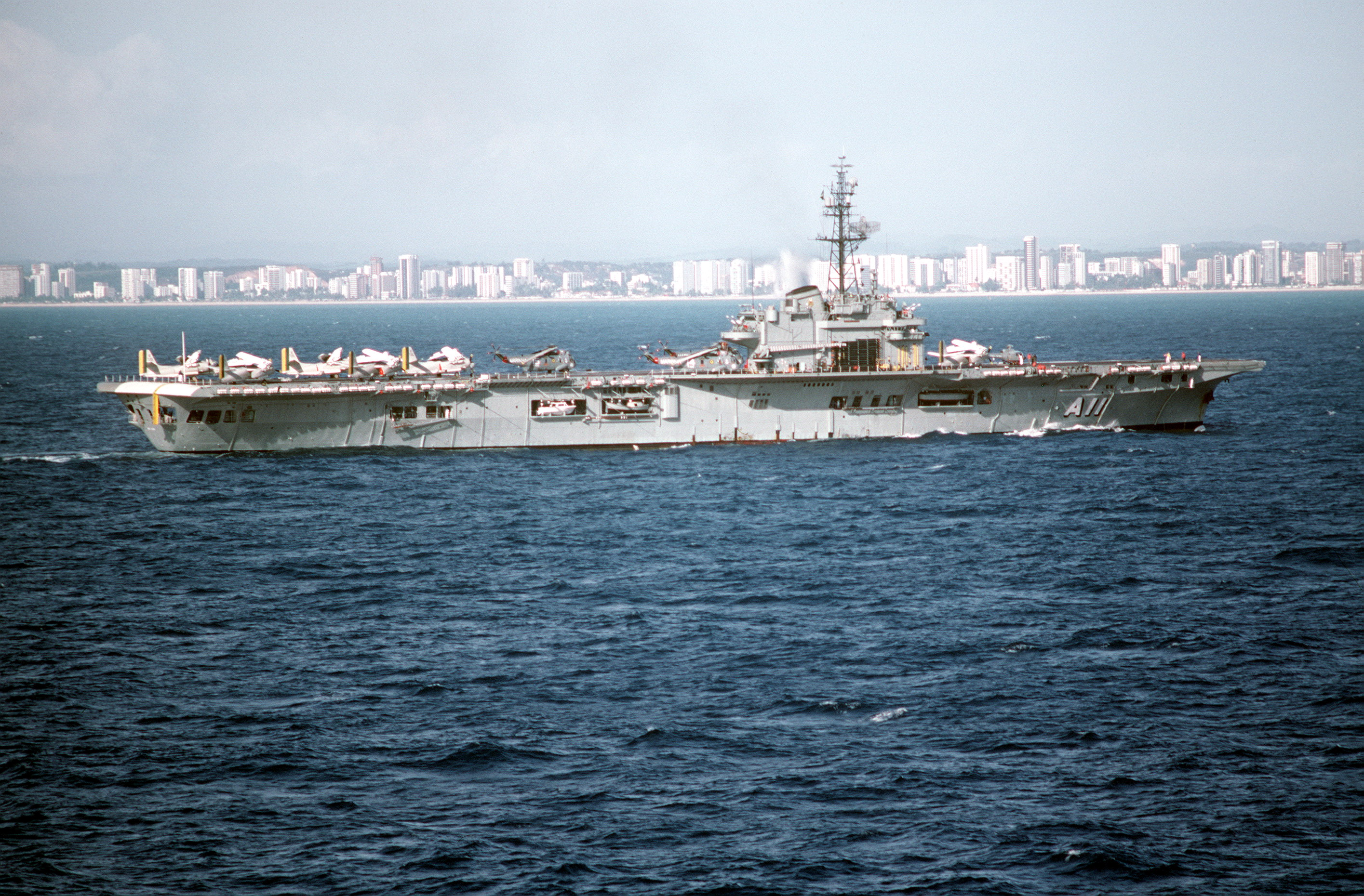
El portaaviones NAeL Minas Gerais (A-11) durante los ejercicios UNITAS XXV

El 13 de noviembre de 1952, la Marina Real británica transfirió el HMS Vengeance a la Armada Real Australiana en calidad de préstamo. Causó baja el 13 de agosto de 1955. Fue vendido a los Estados Unidos de Brasil e incorporado por la Marina de Brasil el 6 de diciembre de 1960 bajo el nombre de NAeL Minas Gerais (A-11). Arribó a Río de Janeiro el 2 de febrero de 1961.
El 15 de diciembre de 2000, la Marina de Brasil adquirió el portaviones Foch en Francia. El nuevo buque fue renombrado NAeL São Paulo (A-12).
La Marina de Brasil dio la baja al Minas Gerais el 9 de octubre de 2001 en una ceremonia formal. Fue vendido a una empresa por unos dos millones de dólares. En 2003, fue remolcado a Alang, India, donde fue desguazado.